# Велсли (Масачусетс)
Велсли (енгл. Wellesley) насељено је место без административног статуса у америчкој савезној држави Масачусетс.

## Демографија
По попису из 2010. године број становника је 27.982, што је 1.369 (5,1%) становника више него 2000. године.
| Група             | 2000.          | 2010.          |
| Белци             | 23.509 (88,3%) | 23.061 (82,4%) |
| Афроамериканци    | 426 (1,6%)     | 571 (2,0%)     |
| Азијати           | 1.691 (6,4%)   | 2.756 (9,8%)   |
| Хиспаноамериканци | 617 (2,3%)     | 1.020 (3,6%)   |
| Укупно            | 26.613         | 27.982         |